# Terra di Thule
Terra di Thule è stato il primo album pubblicato dalla Compagnia dell'Anello, gruppo già attivo a partire dal 1977 nell'ambito della musica alternativa italiana.
Il disco si distingue soprattutto per l'omonima traccia, La terra di Thule, che rimanda a mitici paesaggi nordici, per Il domani appartiene a noi (inno di Azione Giovani) e per Sulla strada che canta la bellezza dell'Europa dei popoli.

## Tracce
1. La terra di Thule
2. Pensando ad un amico
3. Nascita
4. Il costume del cervo bianco
5. Il domani appartiene a noi
6. Nanna ninna
7. Fiaba
8. Il contadino, il monaco, il guerriero
9. Sulla strada

## Formazione
- Mario Bortoluzzi - voce e chitarra
- Gino Pincini - tastiere
- Marinella Di Nunzio - tastiere
- Adolfo Morganti - percussioni
- Marco Priori - batteria
- Massimo Di Nunzio - chitarra e basso
- Andrea Di Nunzio - basso elettrico
- Alessandro Di Nunzio - batteria e Fonica

## Film
Nel 2009 è stato girato un cortometraggio intitolato La terra di Thule ispirato all'omonima canzone, diretto da Daniele Malfatti e sceneggiato da Giancarlo Casagrande e Matteo De Metri. Inoltre, nel DVD prodotto nel 2010 da Casaitalia Bolzano, sono stati inseriti il videoclip, il making-of ed una photo gallery. Il film ha vinto il premio "Miglior fotografia" e il premio speciale "Giuria del pubblico" al concorso "Ciak, si gira" di Merano.